# Ciclo della passione di Gesù
Il ciclo della passione di Gesù è un dipinto a fresco realizzato nel 1531 da Fermo Stella e ospitato sul tramezzo della chiesa del monastero di San Bernardino.

## Storia
Il dipinto è posto sopra le tre aperture con archi a sesto acuto del muro che frontalmente divide in due l'aula, e che collegano la zona dedicata ai fedeli da quella del presbiterio dedicata al clero. L'opera è di grandi dimensioni coprendo una parte di circa 80 mq di superficie. Questa situazione era tipica delle chiese del nord Italia durante il XV secolo dei conventi claustrali, l'edificio con il convento, infatti, passò ai cappuccini riformati solo nel 1543, quindi il dipinto fu commissionato dalle monache. Doveva essere una dottrina illustrata per i fedeli che assistevano alle funzioni eucaristiche.
Per molto tempo fu considerato lavoro di Francesco Prata da Caravaggio fino a essere attribuito al conterraneo Fermo Stella vivente nel medesimo periodo.
Il dipinto du più volte ricolorato fino ai restauri del Novecento che hanno ridato all'opera quelli che erano i colori originali.

## Descrizione e stile
La parte inferiore del dipinto conserva la datazione 1531 posta sul culmine dell'arco centrale che divide in due parti l'aula della chiesa di San Bernardino. La datazione l'artista l'ha reinserita sul dipinto laterale inferiore destro della resurrezione, sull'alzata del sarcofago. 
L'artista aveva originariamente diviso la parete in otto riquadri, di questi quattro dedicati al grande dipinto centrale, e quattro laterali, così che il ciclo si compone dal grande riquadro centrale raffigurante la Crocifissione, e quattro laterali: l'ultima cena, Gesù alla presenza di Pilano, il bacio di Giuda e la Resurrezione racchiusi nella raffigurazione laterale di otto sibille. Nella parte inferiore vi sono i profeti inseriti in otto tondi.
Il riquadro in alto a sinistra raffigurante l'Ultima cena presenta un ambiente rinascimentale secondo lo schema di Leonardo con gli apostoli disposti in cerchio aprendosi sull'asse di Cristo. Gli apostoli che sono raffigurati di spalle, siedono su alti e lunghi sedili quadrati e lavorati a disegni geometrici che richiamano l'arte lombarda cinquecentesca. La scena si svolge in un ambiente illuminato da grandi finestre che presentano un paesaggio lussureggiane montano, con alcuni personaggi che sono rappresentati in modo appena schizzato, e decori che indicano una certa ricercatezza nella stesura da parte dell'artista anche delle vesti molto ampie a riportare i lavori del Piazza. 
Sul lato opposto vi è la raffigurazione del Bacio di Giuda, dove diventa personaggio principale san Pietro raffigurato nell'atto di tagliare l'orecchio al servo del sommo sacerdote, il dipinto presenta un'ampia vastità cromatica.
 Il riquadro inferiore sinistro rappresenta Cristo davanti a Pilato ed è la parte più complessa dell'intera opera. Sul lato sinistro è raffigurato Pilato nell'atto di lavarsi le mani dall'acqua che gli viene versata da un paggio in abiti a strisce. Il personaggio siede su di un trono a baldacchino a cerchi concentrici, raffigurazione che lo Stella aveva già studiato quando era alunno di Ferrari, anche se alcune soluzioni sceniche sono maggiormente avvicinabili all'opera del Romanino. Centrale l'immagine di Cristo legato e offeso da un soldato posto in ginocchio davanti a lui. Intorno personaggi armati di armi in asta, mentre la popolazione è raffigurata alle spalla dei soldati.
Il riquadro inferiore destro raffigura la Resurrezione, Cristo è posto sopra il sepolcro in una mandorla doro con il vessillo, dipinto che ha assonanze con i lavori del Romanino, al quale si ispirarono tutti gli artisti lombardi nel Cinquecento.

Centrale il grande dipinto della crocifissione carica di simbologia. Ai piedi della croce vi sono la Madonna pietosamente sostenuta dalle pie donne, la Maddalena e san Giovanni inginocchiati ai piedi della croce negli abbigliamenti cinquecenteschi. Angeli raccolgono il sangue che spilla dalle ferite del martire. indicando l'aspetto eucaristico del martirio. Personaggi reggono i vessilli simboli di Roma e di Gerusalemme. La raffigurazione dei due ladroni è particolarmente efficace alla commozione e al timore dell'osservatore. Il ladrone di sinistra è accompagnato da un angelo che lo accompagnerà in paradiso, mentre accanto a quello di destra vi è raffigurato il maligno, nei panni di un terribile personaggio alato. Un coro di angeli riempie il cielo. 
Lo Stella ha raffigurato anche una città che sarebbe identificabile in quella di Bergamo, dove ben visibili sono le torri e le absidi della basilica mariana di Santa Maria Maggiore.
Un Ecce Homo è raffigurato sul pilastro del tramezzo forse lavoro di Nicola Moietta mentre l'immagine della Vergine raffigurata a destra è stata ridipinta nel Novecento dal caravaggino Ferruccio Baruffi.